# Poids coqs (MMA)
La division poids coqs dans les arts martiaux mixtes fait référence à plusieurs catégories de poids différentes :
- La division des poids coqs de l'UFC regroupe les combattants de 126 à 135 lb (57,2 à 61,2 kg);
- La division des poids coqs du King of the Cage impose une limite de poids maximale à 145 lb (65,8 kg)[1];
- La division des poids coqs du Shooto impose une limite de poids maximale à 125 lb (56,7 kg);
- La division des poids coqs du ONE Championship impose une limite de poids maximale à 65,8 kg;
- La division des poids coqs du Road FC impose une limite de poids maximale à 61,5 kg.

La division des poids coqs se situe entre la division des poids mouches et la division des poids plumes.

## Ambiguïté et clarification
Par souci d'uniformité, de nombreux sites américains d'arts martiaux mixtes font référence à des combattants entre 126 et 135 lb (57,1 et 61,2 kg) en tant que poids coqs, car ils englobent à la fois la division poids plumes du Shooto (132 lb / 59,9 kg) et la division poids mouches du King of the Cage (135 lb / 61,2 kg). L'Association of Boxing Commissions, qui régit le MMA aux États-Unis, placent eux aussi les poids coqs entre 126 et 135 lb.
Avant l'UFC 31, les combattants de 150 lb (68 kg) étaient connus sous le nom de poids coq à l'Ultimate Fighting Championship, après quoi la limite de poids a été ajustée à 155 lb (70,3 kg). La division a ensuite été renommée en "poids légers".
La limite de poids pour les poids coqs, telle que définie par la Nevada State Athletic Commission et l'Association of Boxing Commissions, est de 135 lb (61,2 kg).

## Champions professionnels

### Champions actuels
Ces tableaux ont été mis à jour pour la dernière fois en juin 2024.
Hommes :
| Organisation                   | Début du règne   | Champion         | Défenses |
| ------------------------------ | ---------------- | ---------------- | -------- |
| Ultimate Fighting Championship | 19 août 2023     | Sean O'Malley    | 1        |
| Bellator                       | 17 novembre 2023 | Patchy Mix       | 1        |
| ONE Championship               | 25 février 2023  | Fabrício Andrade | 0        |
| Rizin Fighting Federation      | -                | Titre Vacant     | -        |
| Fight Nights Global            | 14 octobre 2022  | Sabit Zhusupov   | 1        |
| KSW                            | 17 décembre 2022 | Jakub Wikłacz    | 3        |
| Cage Warriors                  | 25 novembre 2023 | Liam Gittins     | 1        |
| Absolute Championship Akhmat   | 19 avril 2024    | Pavel Vitruk     | 1        |
| Brave Combat Federation        | 15 décembre 2023 | Nkosi Ndebele    | 0        |
| Legacy Fighting Alliance       | 16 juin 2023     | John Sweeney     | 0        |

Femmes
| Organisation                   | Début du reine  | Championne        | Défenses |
| ------------------------------ | --------------- | ----------------- | -------- |
| Ultimate Fighting Championship | 20 janvier 2024 | Raquel Pennington | 0        |
| Invicta FC                     | 18 janvier 2023 | Talita Bernardo   | 0        |